# Эмма (роман)
«Э́мма» — четвёртый большой роман Джейн Остин, законченный в 1815 году. Роман написан в юмористической манере и посвящён молодой женщине, которая с увлечением сватает своих знакомых и соседей.
Тираж романа в 2000 экземпляров так и не был полностью распродан при жизни Джейн Остин.

## Сюжет
Дочь состоятельного помещика и большая мечтательница, Эмма пытается разнообразить свой досуг, организовывая чужую личную жизнь. Будучи уверенной, что она никогда не выйдет замуж, она выступает в роли свахи для своих подруг и знакомых, но жизнь преподносит ей сюрприз за сюрпризом.
После того, как бывшая гувернантка мисс Тейлор выходит замуж за мистера Уэстона, Эмма видит в этом браке собственную заслугу, а в сватовстве – свое призвание. Чтобы не скучать в Хартфилде, мисс Вудхаус знакомится с Гарриет Смит, воспитанницей пансиона, и решает устроить судьбу девушки, соединив ее в браке с викарием мистером Элтоном.
Эмма оказывает серьезное влияние на мисс Смит: она отговаривает девушку от брака с мистером Мартином, убеждая Гарриет, что положение фермера в обществе ниже ее собственного. Доверясь Эмме, Гарриет отказывает мистеру Мартину, несмотря на сильную влюбленность в него. Уверенная в своей правоте, Эмма не слушает ни мистера Найтли, который старается доказать ей невозможность задуманного ею брака, ни его брата, который предостерегает ее о возможном интересе мистера Элтона к ней самой. Но Эмма остается верна своим идеям и продолжает обнадеживать Гарриет о том, что священник испытывает к ней нежные и искренние чувства.
Однако после ужина у Уэстонов и объяснения мистера Элтона, в котором он признается в любви к Эмме и в полном безразличии к мисс Смит, девушка впервые понимает, какую страшную ошибку она совершила, пытаясь управлять жизнями окружающих ее людей. Эмма начинает видеть правоту в утверждениях мистера Найтли: мистер Элтон хотел устроить выгодный брак и никогда не рассматривал Гарриет как равную себе по положению.
После того, как его предложение отвергла Эмма, мистер Элтон уезжает в Бат и через несколько недель возвращается с молодой супругой, миссис Элтон. Этот брак становится главной темой, которая обсуждается в Хайбери, что причиняет боль Гарриет и напоминает Эмме о сделанной ошибке.
Также в Хайбери, незадолго до возвращения мистера Элтона с супругой, приезжает Джейн Фэрфакс. Девушка возвращается, чтобы навестить свою тетю мисс Бейтс и бабушку миссис Бейтс. Получив прекрасное образование в доме у супругов Кемпбеллов, где она воспитывалась после смерти родителей, девушка вынуждена будет стать гувернанткой из-за сложных финансовых обстоятельств и прежде, чем начать работать, она решает провести последние месяцы своей свободы дома. Джейн вызывает неприязнь у Эммы, которая возрастает после того, как миссис Уэстон делится с девушкой предположением, что мистер Найтли, возможно, влюблен в мисс Фэрфакс.
Вскоре в Хайбери на две недели приезжает Фрэнк Черчилл, сын мистера Уэстона. Молодой человек был усыновлен состоятельными дядей и тетей, когда умерла его мать, и после этого не появлялся в Хайбери, отклоняя свои визиты из-за плохого самочувствия тети. Он не присутствует даже на свадьбе собственного отца, из-за чего подвергается постоянному осуждению со стороны мистера Найтли. Эмма испытывает интерес к загадочной персоне мистера Черчилла и искренне хочет с ним познакомиться. Во время своего приезда Фрэнк проводит много времени в Хартфилде и всегда крайне любезен с Эммой, что вызывает у девушки легкую влюбленность, а у мистера и миссис Уэстон – укрепление надежды на возможный брак молодых людей. Мисс Вудхаус уверена во влюбленности мистера Черчилла в нее, из-за чего их последний разговор перед его отъездом Эмма принимает за попытку объяснения в чувствах.
Когда мистеру Черчиллу в следующий раз удается вернуться в Хайбери, его отец устраивает уже давно запланированный бал. Мистер Элтон, зная о влюбленности Гарриет в него, публично отказывается танцевать с ней, таким образом унизив девушку перед всеми. Эмма искренне переживает за подругу и поэтому испытывает приятное облегчение, когда видит, что на танец мисс Смит приглашает мистер Найтли. Эмма благодарит мистера Найтли за его доброту и сочувствие. На следующий день после бала Гарриет сталкивается с цыганами, и Фрэнк Черчилл ее спасает. Этот случай наталкивает Эмму на мысль о возможном союзе между ее подругой и мистером Черчиллом. Несмотря на то, что она дала себе обещание больше не заниматься сватовством, Эмма поддерживает Гарриет, когда девушка признается, что влюбилась в человека, который положением намного выше ее.
На следующий день после посещения Донуэлла происходит прогулка на Бокс-Хилл, во время которой Эмма непреднамеренно оскорбляет мисс Бейтс, упрекая женщину в чрезмерной говорливости. Это замечание приводит к тому, что мистер Найтли порицает Эмму за ее непростительное отношение к мисс Бейтс, вызывая у девушки глубокое раскаяние в собственном поведении.
Понимая неправильность собственного поступка, Эмма посещает мисс Бейтс, надеясь на прощение. Также она узнает, что Джейн согласилась на должность гувернантки, которую ей навязала миссис Элтон, самовольно став покровительницей девушки. При этом здоровье Джейн значительно ухудшилось, но предлагаемую Эммой помощь она отказывается принимать.
Вскоре умирает тетка мистера Черчилла; он приезжает в Хайбери и открывает отцу, что с октября был тайно помолвлен с Джейн Фэрфакс. Эта новость позволяет Эмме по-другому взглянуть на Джейн, преодолеть бывшую неприязнь, при этом девушка начинает осуждать Фрэнка за его чрезмерное внимание к ней самой. Эмме удается успокоить переживания мистера и миссис Уэстон, которые полагали, что мисс Вудхаус влюблена в мистера Черчилла. Но саму Эмму беспокоит Гарриет, ведь она полагает, что сердце ее подруги вновь будет разбито. Однако этого не происходит. Гарриет влюблена в мистера Найтли, а не мистера Черчилла, как ошибочно предполагает Эмма, и доброта мистера Найтли и поддержка Эммы дают девушке надежду на возможную взаимность. Только тогда Эмме удается открыть для самой себя свои чувства к мистеру Найтли: она понимает, что любит его, а мысль о его союзе с кем-либо другим для нее невыносима.
Мистер Найтли возвращается в Хайбери, чтобы успокоить Эмму из-за помолвки мистера Черчилла и Джейн Фэрфакс. Когда он понимает, что Эмма равнодушна к Фрэнку Черчиллу, он решает открыть ей свои чувства, и девушка отвечают ему взаимностью.
Гарриет, которая находится в это время в Лондоне, встречает там мистера Мартина. Он делает ей предложение еще раз, и она, все еще испытывая влюбленность в него, отвечает согласием. После свадьбы Гарриет и мистера Мартина состоится сочетание браком Эммы и мистера Найтли. Мистер Найтли переезжает в Хартфилд, чтобы Эмма не расставалась с отцом.

## Основные персонажи
- Эмма Вудхаус (англ. Emma Woodhouse) — главная героиня романа; молодая, богатая и экстравагантная девушка, слегка высокомерна. Мать её давно скончалась, старшая сестра вышла замуж; воспитывала Эмму гувернантка, к которой подросшая Эмма относилась скорее как к подруге. В начале романа бывшая гувернантка тоже выходит замуж, и Эмма остается хозяйкой дома. Предана своему отцу-ипохондрику, но не всегда терпима к слабостям других людей. Иной раз совершает серьёзные ошибки, хотя и полагает, будто всегда права. Заявляет, что никогда не выйдет замуж, с удовольствием берется устраивать чужие браки. Только ревность в конце концов неожиданно заставляет её осознать свою любовь к мистеру Найтли.
- Мистер Джордж Найтли (англ. Mr George Knightley) — сосед и родственник (брат мужа её сестры) семейства Вудхаус. Ему около тридцати семи лет, он весьма сдержан, проживает в имении Донуэлл, имеет младшего брата Джона. Друг и наставник Эммы, единственный, кто критикует её поступки. Периодически они с Эммой недовольны друг другом, например, когда та пытается влюбить Гарриет в викария Элтона и таким образом оттолкнуть от фермера Мартина. Видит Элтона насквозь. Не доверяет Фрэнку Черчиллу, считая его поступки противоречивыми и бестолковыми. Понимает, что любит Эмму, когда начинает ревновать ее к Фрэнку Черчиллу. Единственный, кто заметил чувства Фрэнка Черчилла к Джейн Фэрфакс.
- Фрэнк Черчилл (англ. Frank Churchill) — сын мистера Уэстона от первого брака. Любезный и озорной молодой человек, который сразу завоёвывает симпатии окружающих (кроме мистера Найтли, ревнующего Эмму). После смерти матери был отдан на воспитание богатым тётке и дяде, фамилию которых и взял. Фрэнк чудесный танцор и неравнодушен к музыке. По мнению некоторых схож с такими характерами, как Уиллоуби из «Разума и чувств» и Уикхем из «Гордости и предубеждения», хотя легкомыслие и не доводит его до аморальных поступков.
- Джейн Фэрфакс (англ. Jane Fairfax ) — сирота; единственные родственники — тётушка мисс Бейтс и бабушка миссис Бейтс. После смерти родителей воспитывалась в семье Кемпбеллов. Она показана как очень красивая, умная, и изящная девушка с прекрасными манерами, превосходным образованием и талантом в пении и игре на фортепиано. Получила хорошее воспитание, но из-за нехватки средств в скором времени должна стать гувернанткой.
- Гарриет Смит (англ. Harriet Smith ) — юная подруга Эммы. Симпатичная, простодушная девушка, воспитанница школы-пансиона миссис Годдард. Незаконнорождённая дочь довольно обеспеченного торговца, хотя и не «джентльмена». Эмма берёт Гарриет «под крыло», а позже пытается выдать её замуж за местного викария Филипа Элтона, считая, что фермер Роберт Мартин ей не пара. Гарриет отклоняет предложение руки и сердца от Роберта, так как хочет угодить Эмме. Позже мисс Смит влюбляется в мистера Найтли. В конечном счёте Гарриет всё-таки выходит замуж за мистера Мартина.
- Филип Элтон (англ. Philip Elton) — красивый амбициозный викарий. Пытается ухаживать за Эммой, неправильно понимая её внимание к своей персоне. Показывает свой корыстный характер, быстро женившись на другой зажиточной женщине.
- Августа Элтон (англ. Augusta Elton) — до замужества мисс Хоукинс, супруга викария. Состоятельная, но вульгарная и неприятная особа. Хвастливая, властная женщина, любящая быть в центре внимания. Покровительствует Джейн Фэрфакс и стремится унизить Гарриэт Смит.
- Миссис Анна Уэстон (англ. Mrs Anna Weston) — до замужества мисс Тейлор, бывшая гувернантка семьи Вудхаус, заменившая ей мать.
- Мистер Уэстон (англ. Mr Weston) — вдовец, женившийся на мисс Тейлор. Имеет сына Фрэнка, которого он очень любит. Как и жена, надеется на возможность брака Фрэнка и Эммы.
- Мисс Бейтс (англ. Miss Bates) — старая дева , обедневшая соседка Эммы и дочь миссис Бейтс — доброго друга мистера Вудхауса; добродушна, всем довольна, всем благодарна и страшно многословна. Безмерно любит свою племянницу Джейн Фэрфакс. В романе важным переломным моментом является случай, когда Эмма по легкомыслию оскорбляет мисс Бейтс. Укоризненные слова мистера Найтли отрезвляют Эмму и заставляют приложить усилия к примирению.
- Мистер Генри Вудхаус (англ. Mr Henry Woodhouse) — отец Эммы, эксцентричный вдовец. Всегда озабочен своим и чужим здоровьем. Обо всем, что его беспокоит, считает необходимым консультироваться с врачом мистером Перри. Считает, что везде полно опасностей и беспокоится о пустяковых вещах. Постоянно оплакивает «бедняжку Изабеллу» и, особенно, «бедную мисс Тейлор», без всяких оснований считая, будто в браке они несчастны, и им гораздо лучше было бы оставаться в своем старом доме.
- Изабелла Найтли (англ. Isabella Knightley) — сестра Эммы, старшая дочь мистера Вудхауса, супруга Джона Найтли. Большую часть времени проводит дома заботясь о своих детях (Генри, Джон, Белла, Джордж и Эмма).
- Джон Найтли (англ. John Knightley) — муж Изабеллы и младший брат Джорджа; ему тридцать один год. Любит свою семью и считает наказанием обедать в гостях, предпочитая проводить вечер в покое дома.

## Галерея
Иллюстрации Ч. Э. Брока
- Лондонское издание 1898

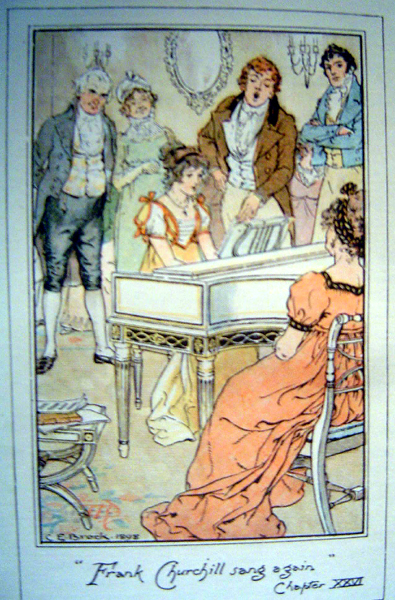
«Фрэнк Черчилл пел снова» (кн. II, гл.8)

- Издательство «J. M. Dent&Co» (Лондон), «E. P. Dutton&Co» (Нью-Йорк), 1909

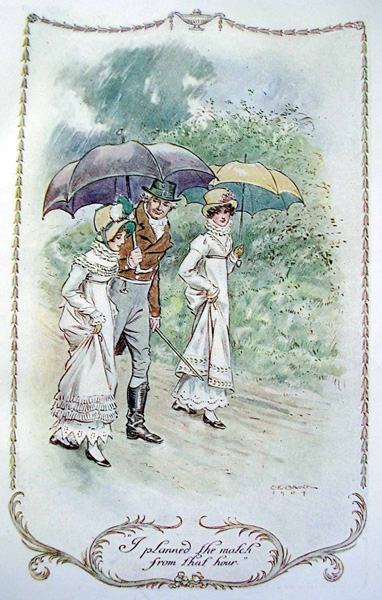
«С того самого часа я замыслила устроить этот брак» (кн.I, гл.1)
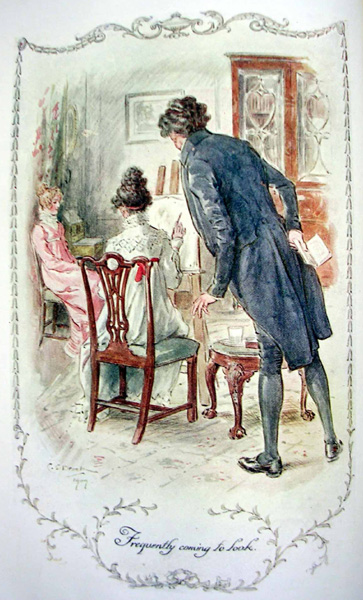
«Поминутно подходил посмотреть» (кн. I, гл.6)
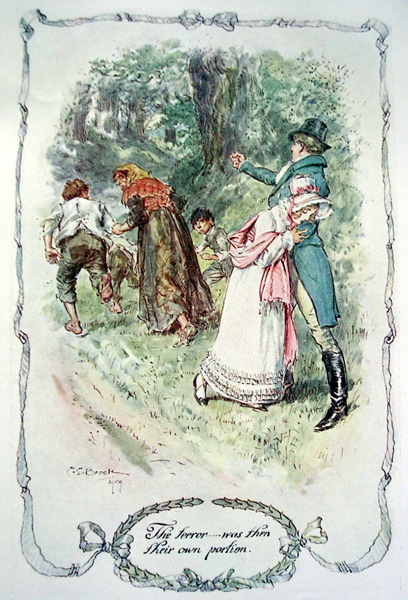
«Нагонявших ужас… теперь самих постигла та же участь» (кн. III, гл.3)
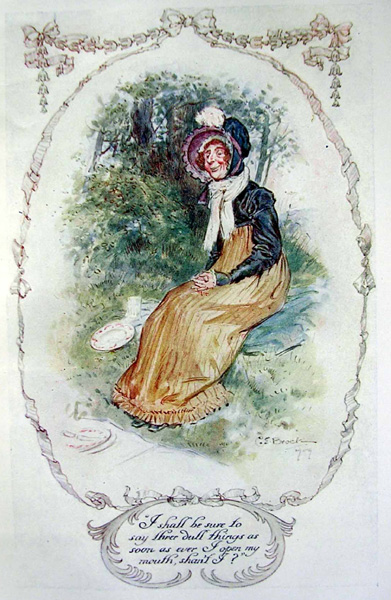
«Отъявленные глупости — как раз по моей части. Мне только стоит рот открыть…» (кн. III, гл.7)

## Экранизации
Роман был экранизирован несколько раз:
- 1948: «Эмма», Эмма — Джуди Кэмпбелл.
- 1960: «Эмма», Эмма — Диана Фэйрфакс.
- 1972: «Эмма», Эмма — Доран Годвин.
- 1995: «Бестолковые» (свободная современная адаптация), Эмма (в фильме Шер) — Алисия Сильверстоун.
- 1996: «Эмма», Эмма — Гвинет Пэлтроу.
- 1996: «Эмма», Эмма — Кейт Бекинсэйл.
- 2009: «Эмма», Эмма — Ромола Гараи.
- 2010: «Айша», Айша — Сонам Капур. Место действия — Индия.
- 2020: «Эмма», Эмма — Аня Тейлор-Джой.